# Leymen
Leymen [laimən] est une commune française située dans la circonscription administrative du Haut-Rhin et, depuis le 1er janvier 2021, dans le territoire de la Collectivité européenne d'Alsace, en région Grand Est.
Cette commune se trouve dans la région historique et culturelle d'Alsace et est située au cœur de la vallée de la Birsig.

## Géographie
Le territoire communal est bordé au sud et à l'est par la frontière franco-suisse, le Benkenspitz formant comme un coin entre Neuwiller et Leymen. Les localités suisses limitrophes de Leymen sont toutes dans le canton de Soleure, sauf Biel-Benken, à l'est, qui est dans le canton de Bâle-Campagne — ces deux cantons sont de Suisse alémanique.
| Hagenthal-le-Haut    | Hagenthal-le-Bas               | Neuwiller                               |
| Liebenswiller        | Leymen                         | Biel-Benken ( Suisse) Bättwil ( Suisse) |
| Rodersdorf ( Suisse) | Metzerlen-Mariastein ( Suisse) | Hofstetten-Flüh ( Suisse)               |

### Hydrographie

#### Réseau hydrographique
La commune est dans le bassin versant du Rhin au sein du bassin Rhin-Meuse. Elle est drainée par le ruisseau la Birsig, le ruisseau de Neuwiller et le ruisseau Liebenswillerbach,,.

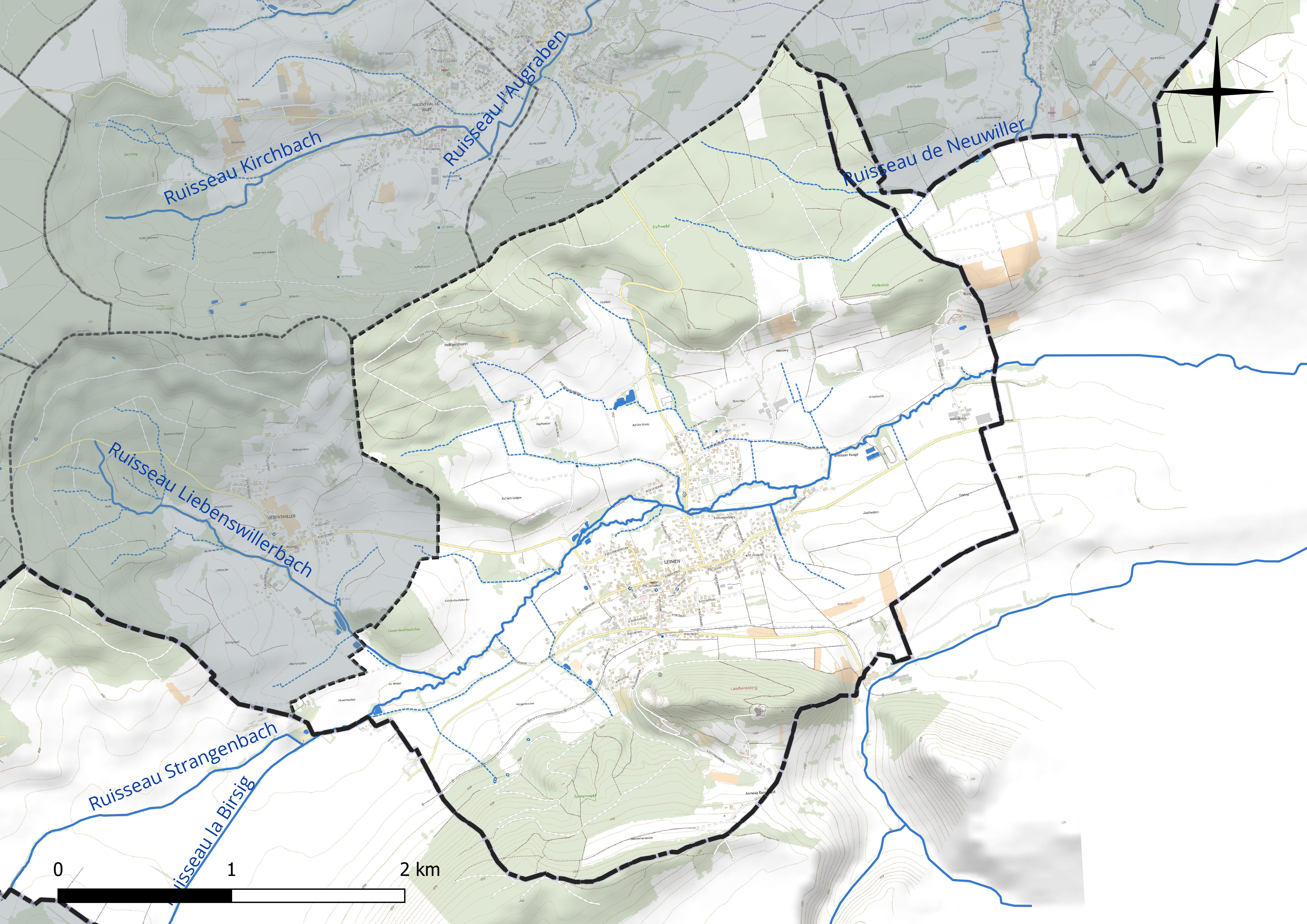
Réseau hydrographique de Leymen.

#### Gestion et qualité des eaux
Le territoire communal est couvert par le schéma d'aménagement et de gestion des eaux (SAGE) « Ill Nappe Rhin ». Ce document de planification concerne la nappe phréatique rhénane, les cours d'eau de la plaine d'Alsace et du piémont oriental du Sundgau, les canaux situés entre l'Ill et le Rhin et les zones humides de la plaine d'Alsace. Le périmètre s’étend sur 3 596 km2. Il a été approuvé le 17 janvier 2005. La structure porteuse de l'élaboration et de la mise en œuvre est la région Grand Est. 
La qualité des cours d’eau peut être consultée sur un site dédié géré par les agences de l’eau et l’Agence française pour la biodiversité. 

### Climat
Pour des articles plus généraux, voir Climat du Grand Est et Climat du Haut-Rhin.
En 2010, le climat de la commune est de type climat des marges montargnardes, selon une étude du Centre national de la recherche scientifique s'appuyant sur une série de données couvrant la période 1971-2000. En 2020, Météo-France publie une typologie des climats de la France métropolitaine dans laquelle la commune est exposée à un climat de montagne ou de marges de montagne et est dans la région climatique  Alsace, caractérisée par une pluviométrie faible, particulièrement en automne et en hiver, un été chaud et bien ensoleillé, une humidité de l’air basse au printemps et en été, des vents faibles et des brouillards fréquents en automne (25 à 30 jours). 
Pour la période 1971-2000, la température annuelle moyenne est de 9,8 °C, avec une amplitude thermique annuelle de 17,3 °C. Le cumul annuel moyen de précipitations est de 866 mm, avec 8,7 jours de précipitations en janvier et 9,6 jours en juillet. Pour la période 1991-2020, la température moyenne annuelle observée sur la station météorologique de Météo-France la plus proche, « Bâle-Mulhouse », sur la commune de Saint-Louis à 12 km à vol d'oiseau, est de 11,1 °C et le cumul annuel moyen de précipitations est de 764,3 mm. 
La température maximale relevée sur cette station est de 39,1 °C, atteinte le 13 août 2003 ; la température minimale est de −23,5 °C, atteinte le 6 janvier 1985,,. 
Les paramètres climatiques de la commune ont été estimés pour le milieu du siècle (2041-2070) selon différents scénarios d'émission de gaz à effet de serre à partir des nouvelles projections climatiques de référence DRIAS-2020. Ils sont consultables sur un site dédié publié par Météo-France en novembre 2022.

## Urbanisme

### Typologie
Au 1er janvier 2024, Leymen est catégorisée ceinture urbaine, selon la nouvelle grille communale de densité à sept niveaux définie par l'Insee en 2022.
Elle est située hors unité urbaine. Par ailleurs la commune fait partie de l'aire d'attraction de Bâle - Saint-Louis (partie française), dont elle est une commune de la couronne,. Cette aire, qui regroupe 94 communes, est catégorisée dans les aires de 200 000 à moins de 700 000 habitants,.

### Occupation des sols
L'occupation des sols de la commune, telle qu'elle ressort de la base de données européenne d’occupation biophysique des sols Corine Land Cover (CLC), est marquée par l'importance des territoires agricoles (56,5 % en 2018), en diminution par rapport à 1990 (60,5 %). La répartition détaillée en 2018 est la suivante : 
forêts (35,5 %), zones agricoles hétérogènes (30,6 %), terres arables (23,1 %), zones urbanisées (7,9 %), prairies (2,9 %). L'évolution de l’occupation des sols de la commune et de ses infrastructures peut être observée sur les différentes représentations cartographiques du territoire : la carte de Cassini (XVIIIe siècle), la carte d'état-major (1820-1866) et les cartes ou photos aériennes de l'IGN pour la période actuelle (1950 à aujourd'hui).

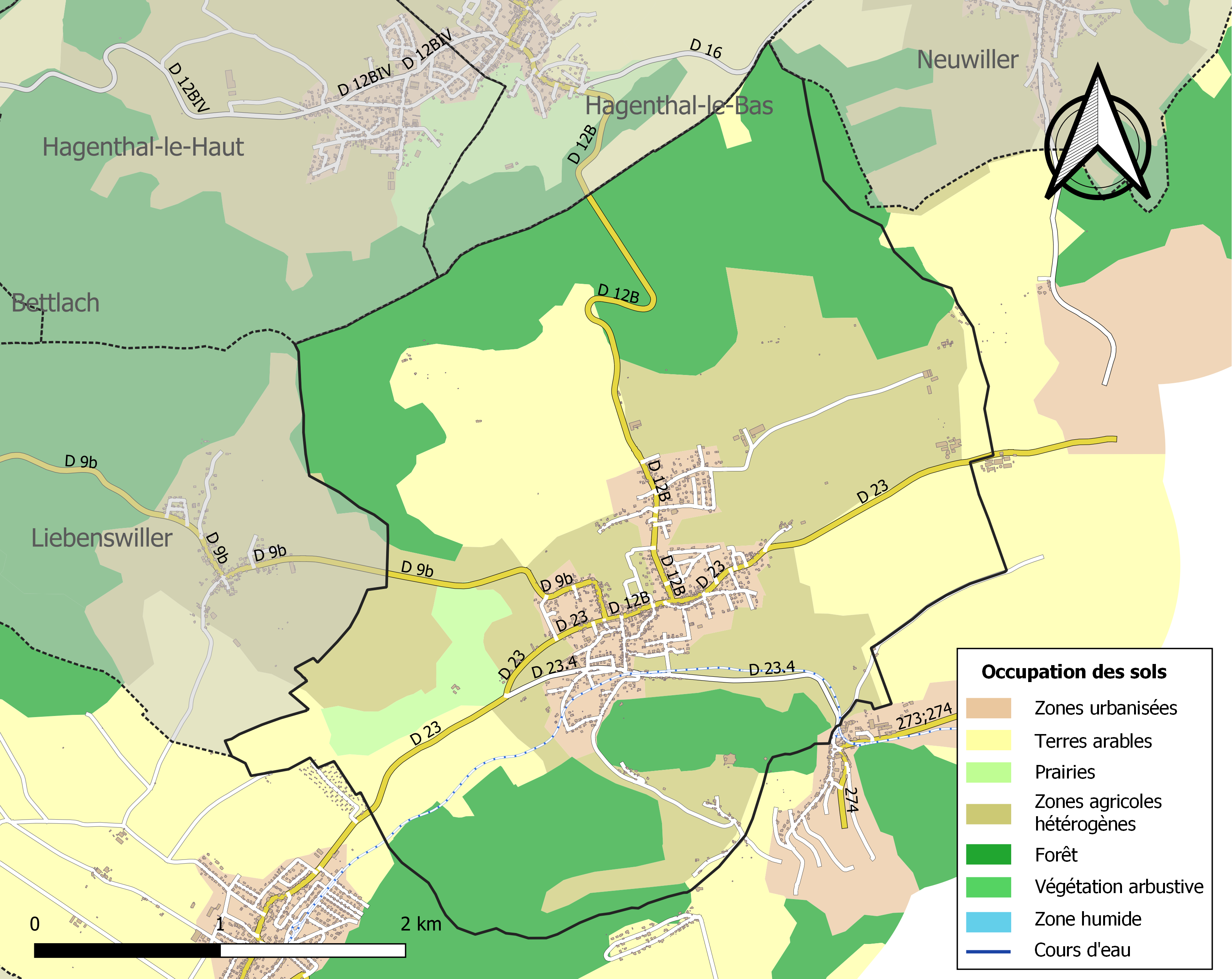
Carte des infrastructures et de l'occupation des sols de la commune en 2018 (CLC).

### Transports
Depuis 1910, Leymen est la seconde commune française à être desservie par le tramway de Bâle, après Saint-Louis en 1900 ; la desserte de cette dernière commune a été démantelée en 1958, mais remise en service en 2017. Leymen possède donc un des rares arrêts de tramway français en service depuis un siècle (ligne 10 du tramway de Bâle, desservant, au-delà de Leymen, le village suisse de Rodersdorf). Entre 1958 et décembre 2017, il s'agissait de la seule station du tramway de Bâle subsistant sur le territoire français.

## Histoire
Cité pour la première fois en 736 dans une donation du comte Eberhard à l’abbaye de Murbach, Leymen doit son nom à la nature argileuse de son sol. En effet, le village est né autour de la « Leimgrube », glaisière d’où l’on tirait le matériau pour la construction des maisons. L’église primitive (et dite « Wisskirch ») avait été le premier sanctuaire de toute la région. Elle fut démolie en 1820.
Au XIIIe siècle, Leymen entre dans l’histoire sous la dépendance de Bâle. Des renseignements sont consignés dans le cartulaire de Bâle et dans les registres des couvents bâlois possédant des biens à Leymen : St Alban, Ste Madeleine et les prêcheurs. Une famille bâloise se nomme « de Leymen ».
Pendant la période féodale, le village est rattaché au Saint-Empire romain germanique, partagé entre le comté de Ferrette et l’évêché de Bâle.
Au XVIIe siècle, le village est victime des exactions des Suédois avant son rattachement au royaume de France.
Au XVIIe siècle, le procès de l’Eichwald oppose les Leymenois aux Reich de Reichenstein au sujet de la propriété de cette riche forêt. Les villageois obtiennent gain de cause.
Lors du premier conflit mondial, Leymen est coupé du reste de l’Alsace par un barrage électrifié.
Au début de la Seconde Guerre mondiale, les habitants sont évacués dans les communes landaises de Labastide-d’Armagnac et Mauvezin-d’Armagnac. Dix familles sont déportées par l’armée d’occupation pour avoir facilité la fuite de jeunes gens en Suisse. Le village est libéré le 20 novembre 1944.

### Héraldique
| Blason de Leymen | Les armes de Leymen se blasonnent ainsi : « D'azur à la canne d'or en barre passée en sautoir sur un croc d'argent emmanché de même en bande, la lettre L d'or à dextre, une fleur de lys d'argent à senestre. » |

## Politique et administration

### Liste des maires
| Période      | Période                   | Identité                                   | Étiquette | Qualité  |
| ------------ | ------------------------- | ------------------------------------------ | --------- | -------- |
| 1989         | 2001                      | Jean-Pierre Mouttet                        | -         | -        |
| 2001         | 2008                      | Bernard Oser                               | -         | -        |
| 2008         | 2014                      | Danièle Ott                                | -         | -        |
| 2014         | 2018                      | Patrick Oser                               |           | destitué |
| 30 mars 2018 | En cours (au 31 mai 2020) | Rémy Otmane Réélu pour le mandat 2020-2026 |           |          |

### Finances locales
En 2015, les finances communales étaient constituées ainsi :
- total des produits de fonctionnement : 1 184 000 €, soit 985 € par habitant ;
- total des charges de fonctionnement : 933 000 €, soit 776 € par habitant ;
- total des ressources d'investissement : 232 000 €, soit 193 € par habitant ;
- total des emplois d'investissement : 247 000 €, soit 206 € par habitant ;
- endettement : 940 000 €, soit 782 € par habitant.

Avec les taux de fiscalité suivants :
- taxe d'habitation : 21,04 % ;
- taxe foncière sur le bâti : 14,42 % ;
- taxe foncière sur les propriétés non bâties : 59,33 % ;
- taxe additionnelle à la taxe foncière sur les propriétés non bâties : 50,60 % ;
- cotisation foncière des entreprises : 22,51 %.

## Démographie
L'évolution du nombre d'habitants est connue à travers les recensements de la population effectués dans la commune depuis 1793. Pour les communes de moins de 10 000 habitants, une enquête de recensement portant sur toute la population est réalisée tous les cinq ans, les populations de référence des années intermédiaires étant quant à elles estimées par interpolation ou extrapolation. Pour la commune, le premier recensement exhaustif entrant dans le cadre du nouveau dispositif a été réalisé en 2007.

En 2022, la commune comptait 1 263 habitants, en évolution de +4,99 % par rapport à 2016 (Haut-Rhin : +0,66 %, France hors Mayotte : +2,11 %).
| 1793 | 1800 | 1806 | 1821 | 1831 | 1836 | 1841 | 1846 | 1851 |
| ---- | ---- | ---- | ---- | ---- | ---- | ---- | ---- | ---- |
| 830  | 704  | 763  | 800  | 882  | 925  | 927  | 926  | 924  |

| 1856 | 1861 | 1866 | 1871 | 1875 | 1880 | 1885 | 1890 | 1895 |
| ---- | ---- | ---- | ---- | ---- | ---- | ---- | ---- | ---- |
| 816  | 860  | 890  | 889  | 858  | 826  | 790  | 807  | 822  |

| 1900 | 1905 | 1910 | 1921 | 1926 | 1931 | 1936 | 1946 | 1954 |
| ---- | ---- | ---- | ---- | ---- | ---- | ---- | ---- | ---- |
| 768  | 788  | 793  | 778  | 753  | 800  | 777  | 779  | 821  |

| 1962 | 1968 | 1975 | 1982 | 1990 | 1999  | 2006  | 2007  | 2012  |
| ---- | ---- | ---- | ---- | ---- | ----- | ----- | ----- | ----- |
| 870  | 931  | 937  | 896  | 915  | 1 055 | 1 112 | 1 120 | 1 165 |

| 2017  | 2022  | - | - | - | - | - | - | - |
| ----- | ----- | - | - | - | - | - | - | - |
| 1 208 | 1 263 | - | - | - | - | - | - | - |

## Lieux et monuments
- Source Sainte-Walpurge, près du village, dont les eaux étaient réservées au XIXe siècle aux enfants malades[27].
- Château du Landskron, ancienne forteresse médiévale actuellement restaurée par l'association franco-suisse « pro-landskron »[28],[29]. Le château est ouvert gratuitement aux visites toute l'année.
- Château du Waldeck
- Église Saint-Léger[30],[31], son orgue de 1829 et 1833 de Valentin Rinkenbach, refait par Jules Besserer en 1926[32] et sa cloche de 1843[33].
- La chapelle de Heiligenbrunn[34], sous le vocable de Sainte-Walburge[35].
- La chapelle des Âmes-du-Purgatoire[36].
- Moulins[37],[38],[39].
- Monument aux morts[40].

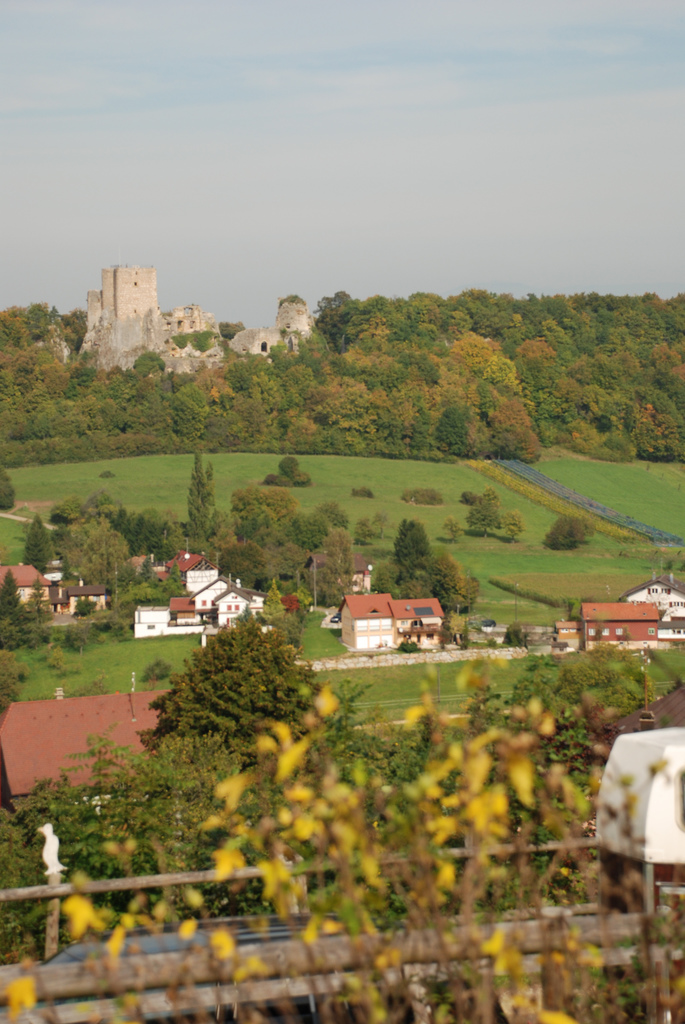
Le château du Landskron dominant le village.
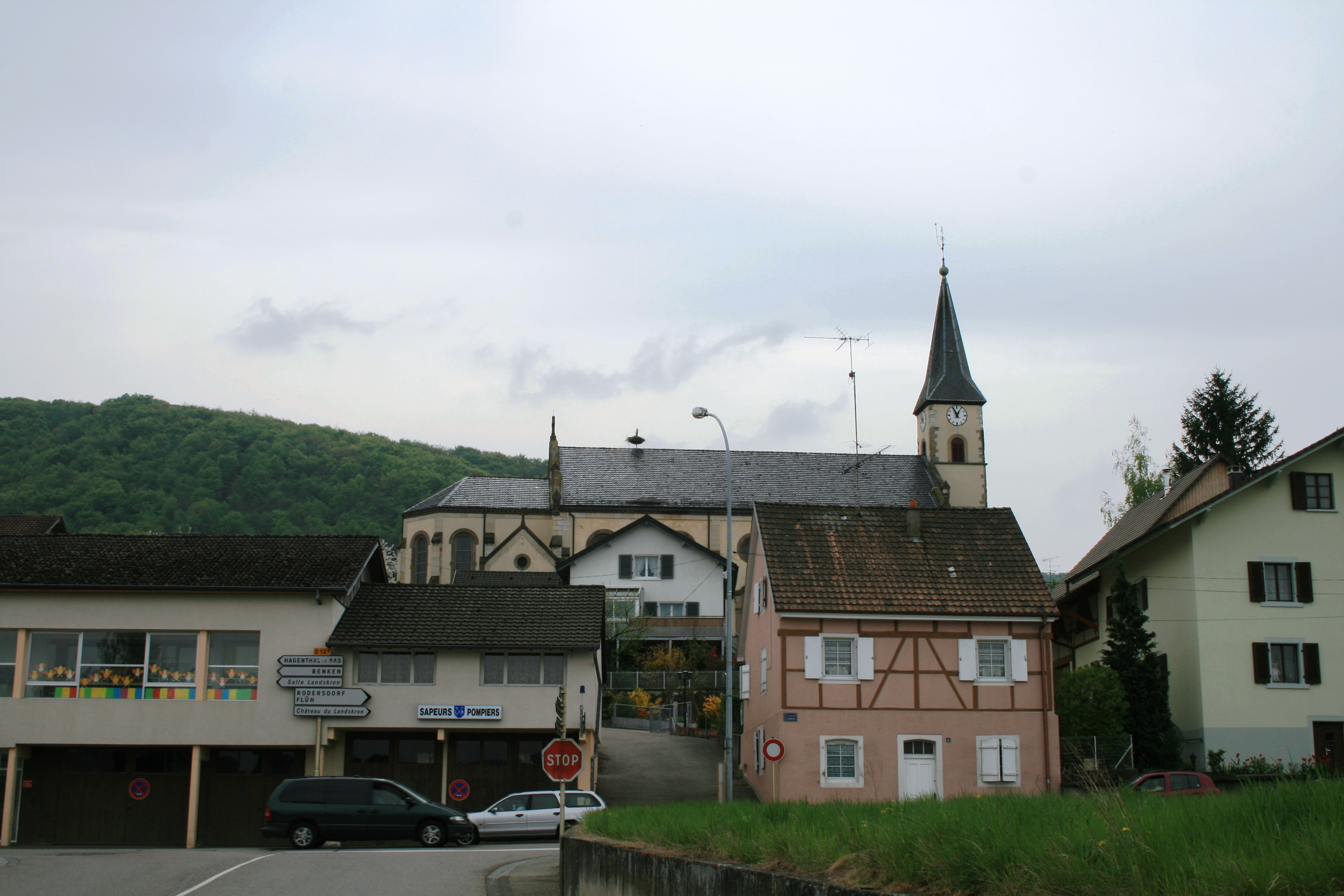
Le village de Leymen et l'église Saint-Léger.
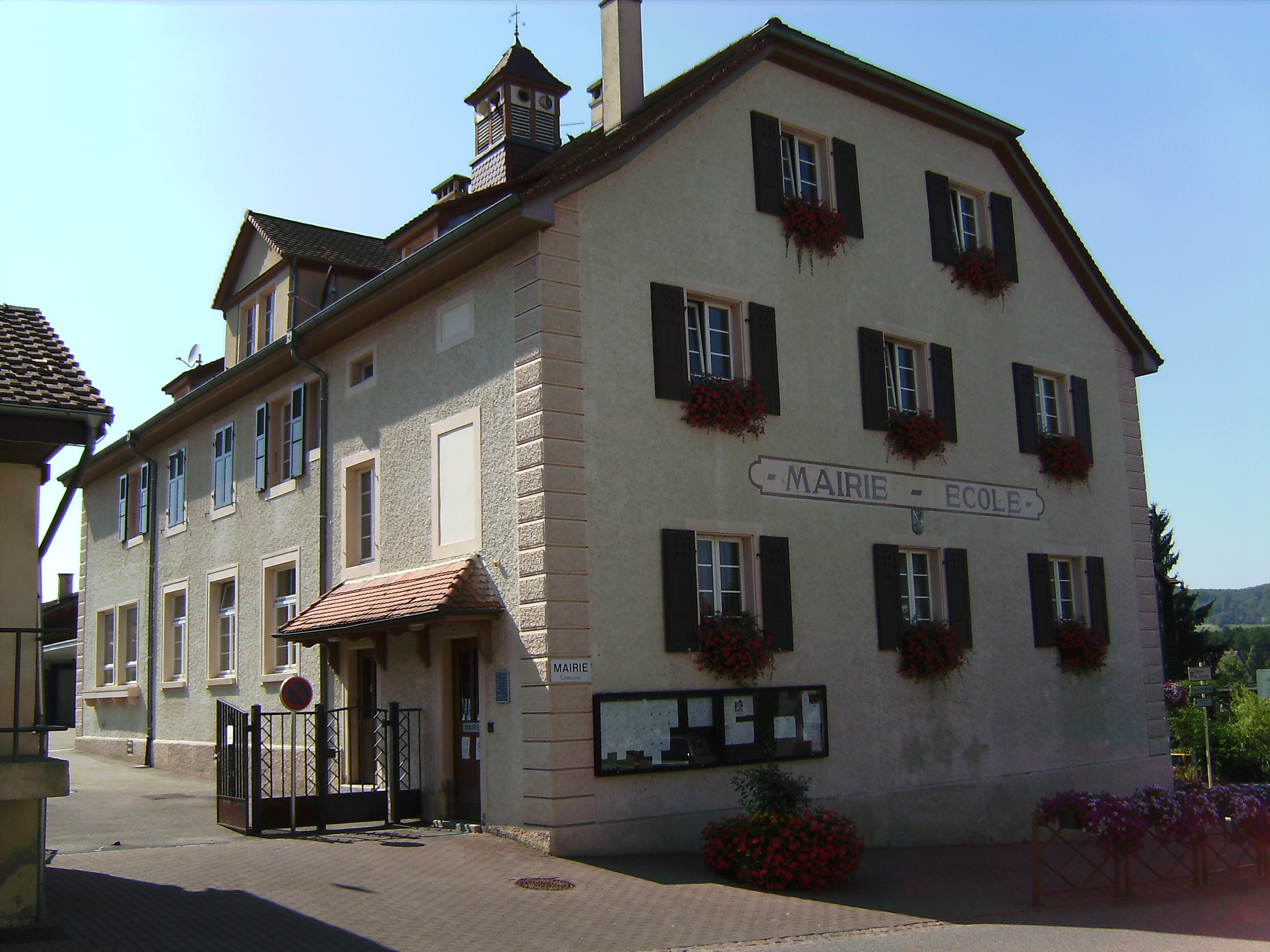
La mairie-école.
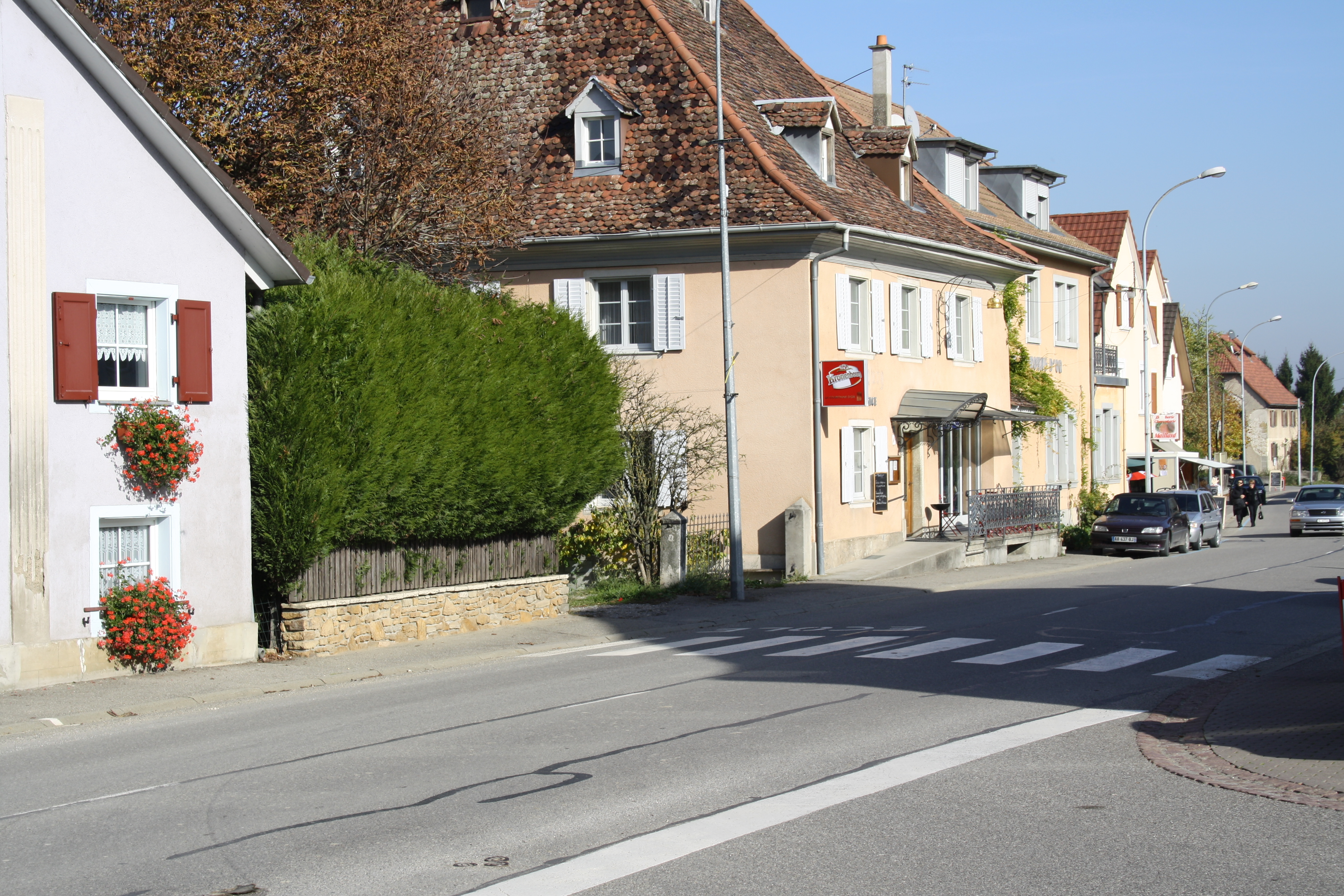
La rue principale.
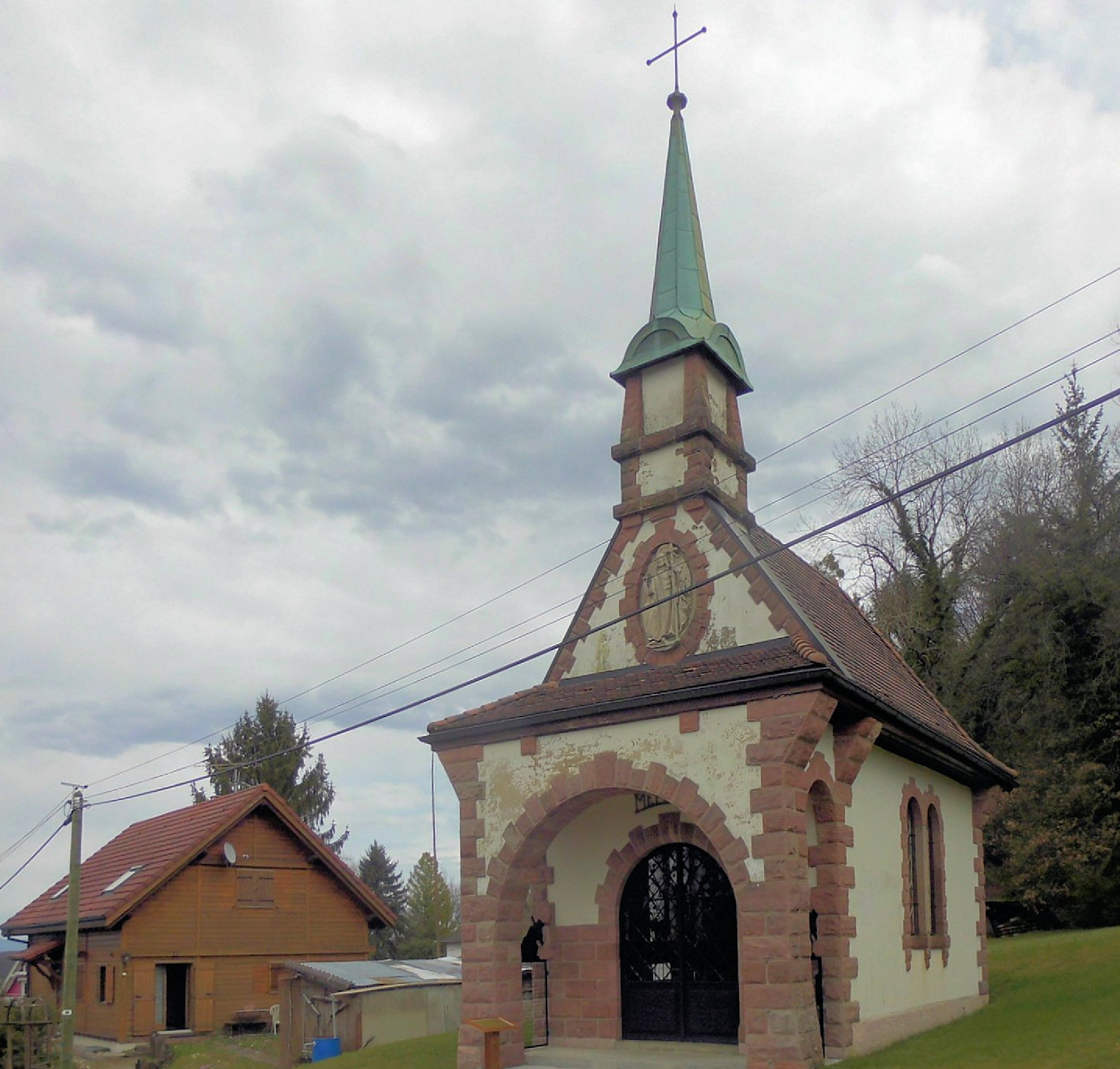
La chapelle des Âmes-du-Purgatoire.
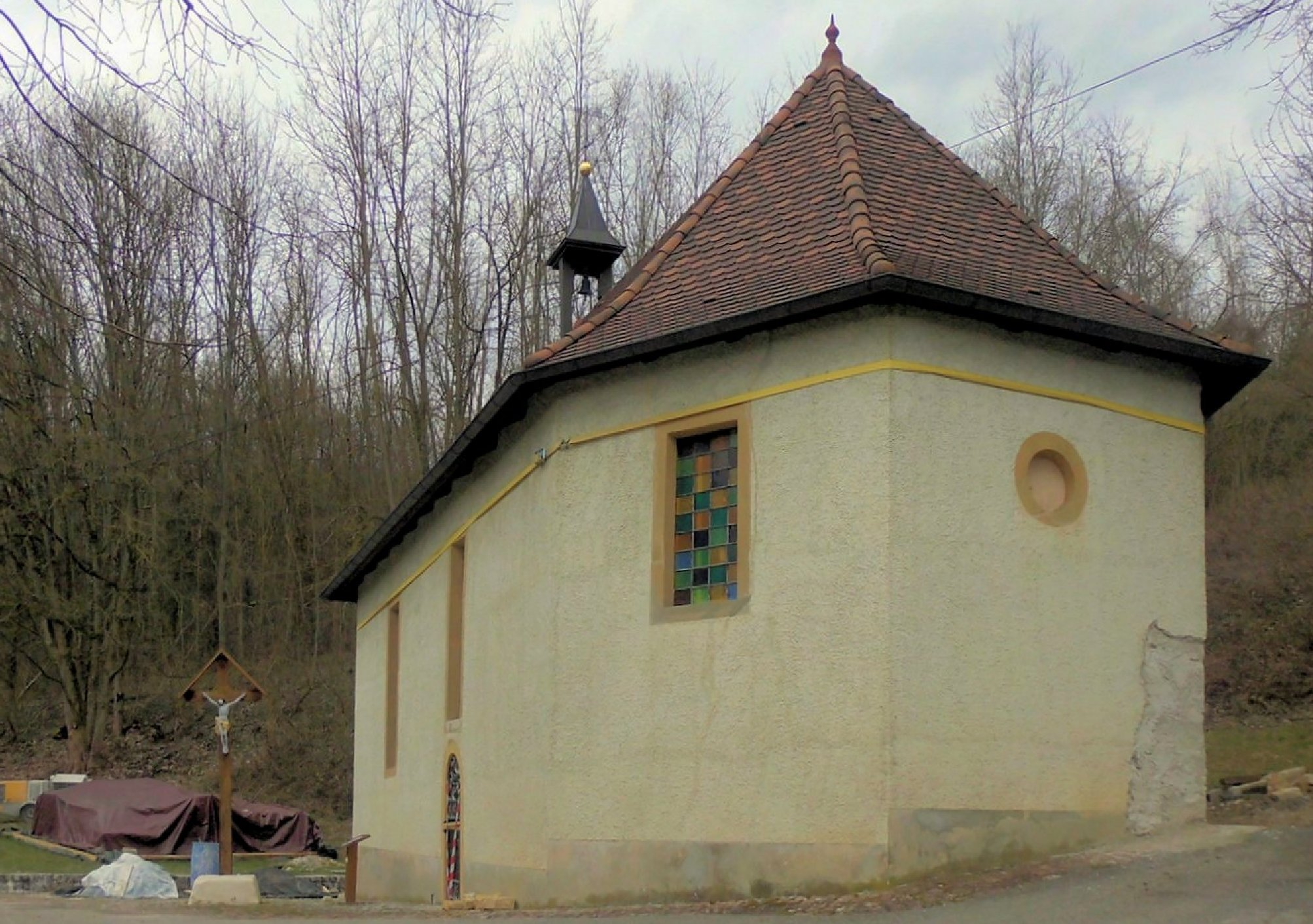
La chapelle Heiligenbrunn.

## Personnalités liées à la commune

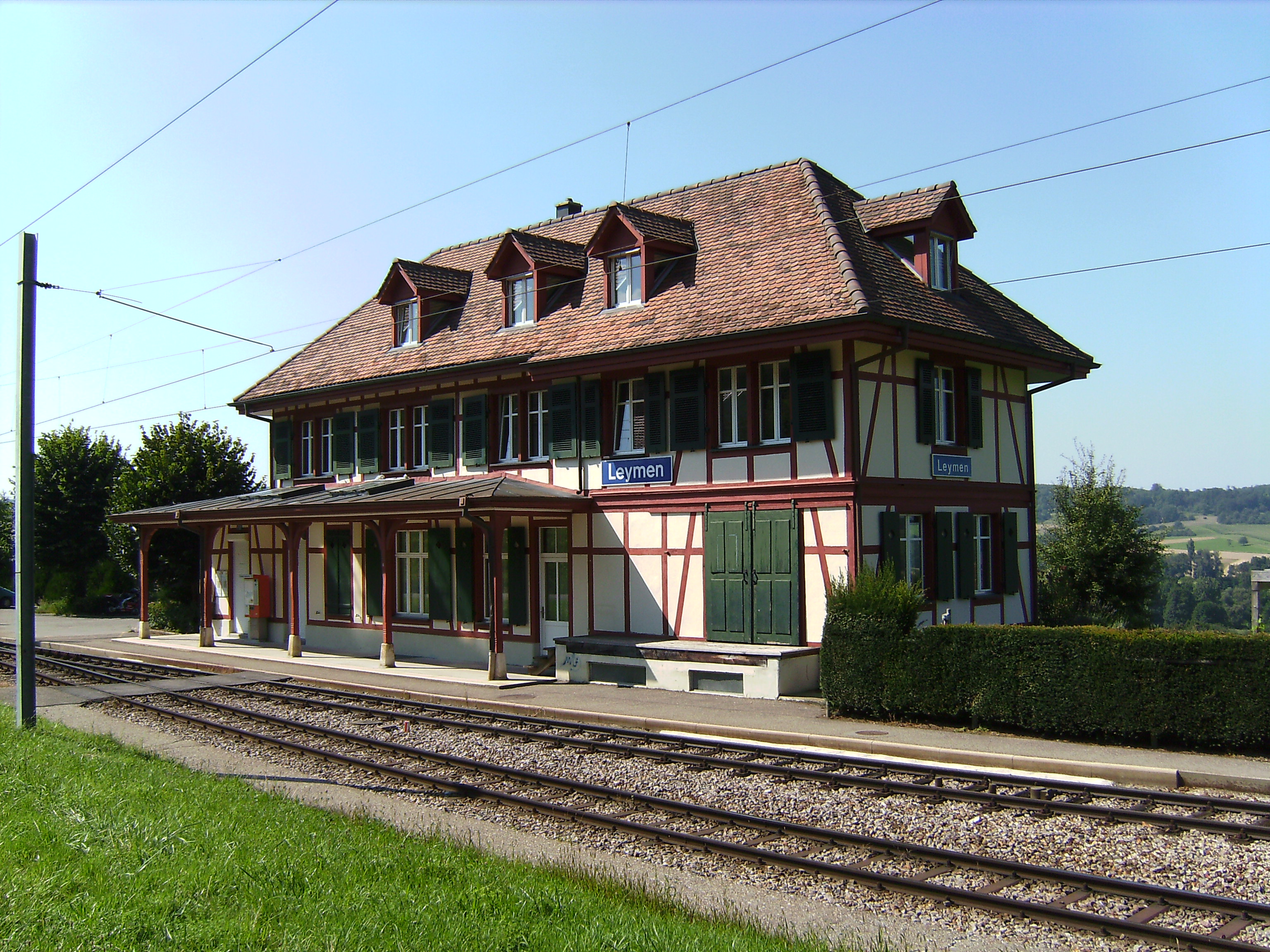
La station de Leymen a cent ans en 2010.
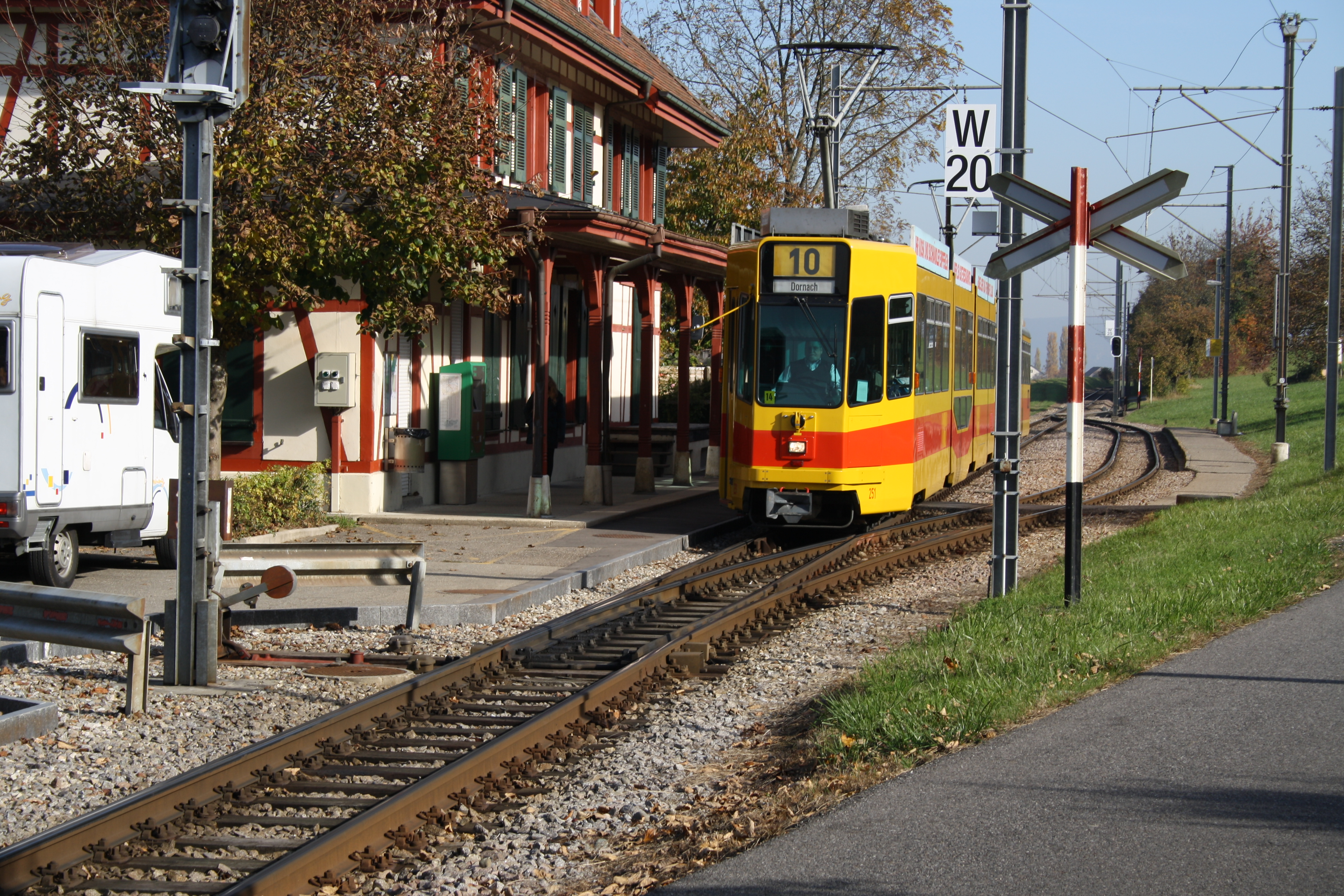
Le tramway de la ligne 10 du tramway bâlois entre en gare.

## Bibliographie

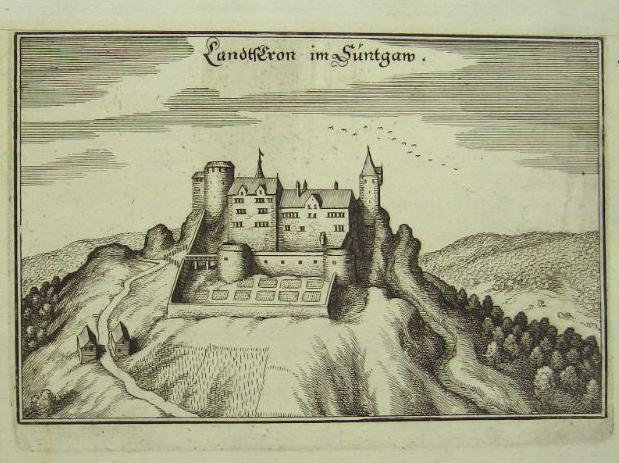
Château du Landskron, gravure sur cuivre 1640.